# Girafes de Dabous

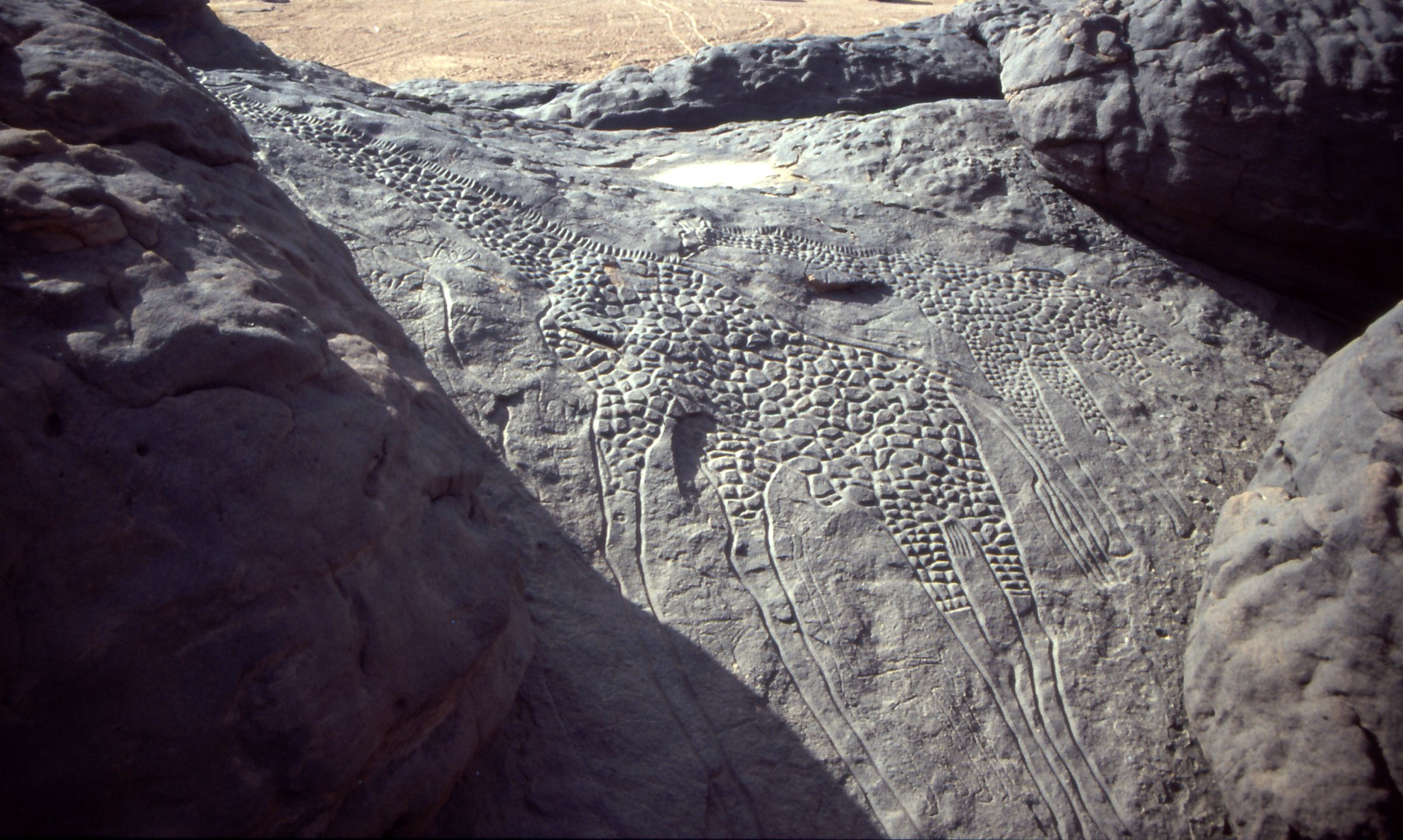
Girafes de Dabous en 1991

Les girafes de Dabous sont des gravures rupestres datées du Néolithique, situées du côté ouest du massif de l'Aïr, dans le centre du Niger.

## Historique
Les gravures rupestres ont été découvertes en 1987 par l'archéologue français Christian Dupuy, et documentées par David Coulson en 1997 lors d'une expédition photographique sur le site.

## Situation
Les gravures se trouvent dans le désert du Ténéré, en bordure des montagnes de l'Aïr, au Niger, à environ 110 km au nord d'Agadez et à quelques kilomètres seulement de la route transsaharienne. Le rocher de Dabous est situé sur un petit affleurement rocheux de grès dans les premiers contreforts du massif de l'Aïr. Il existe des centaines d'autres gravures rupestres à proximité, mais elles sont nettement plus petites. On trouve également dans la région des restes de bois pétrifié.

## Description
Les gravures mesurent environ 6 m de hauteur et se composent de deux girafes sculptées dans le rocher de Dabous avec de nombreux détails. L'une des girafes est un mâle, tandis que l'autre, plus petite, est une femelle. Ce sont les plus grands pétroglyphes d'animaux connus au monde.

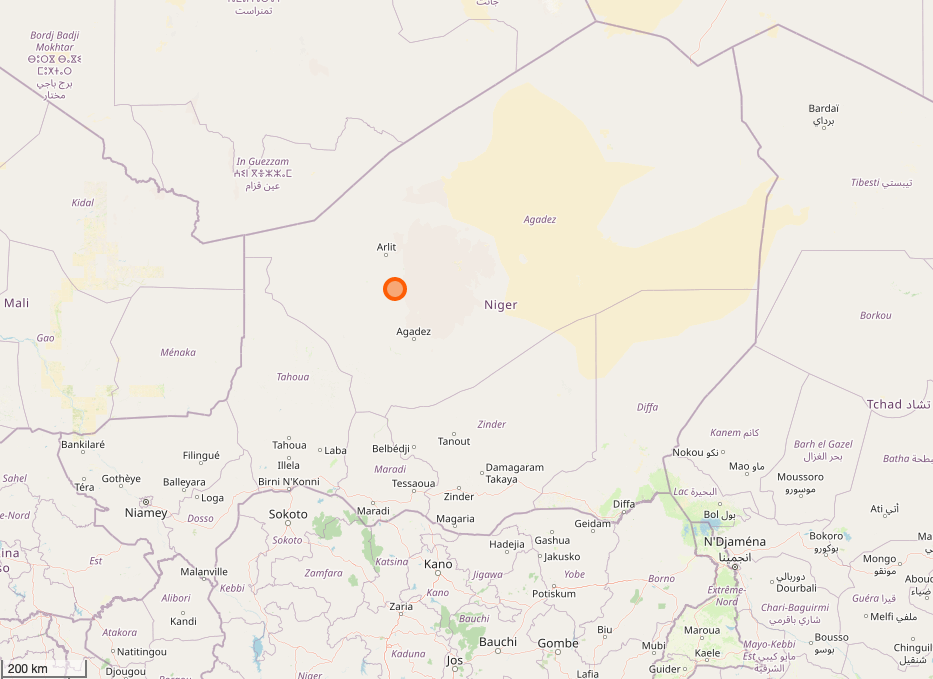
Localisation des pétroglyphes de Dabous sur OSM
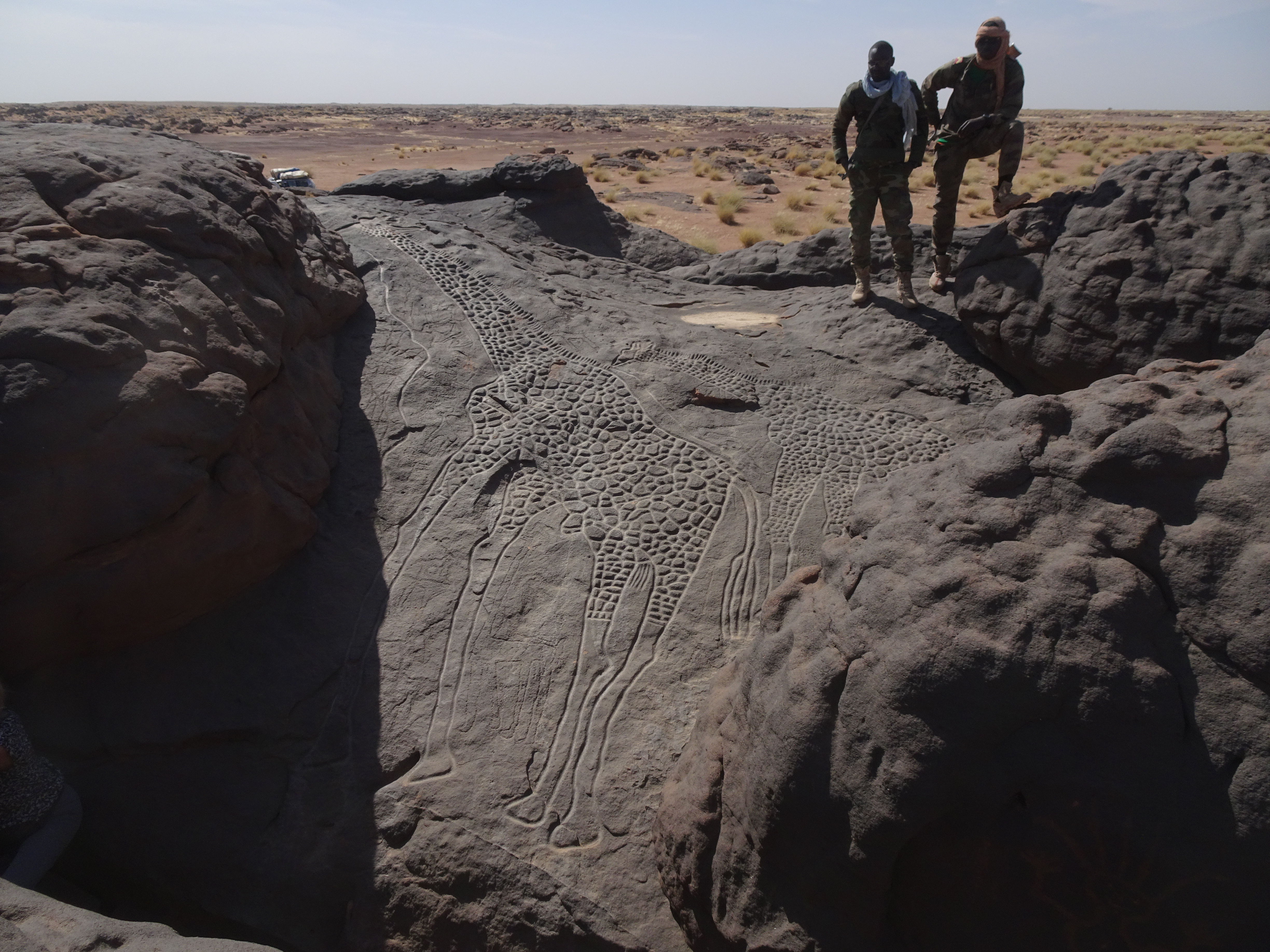
Vue du site en 2020
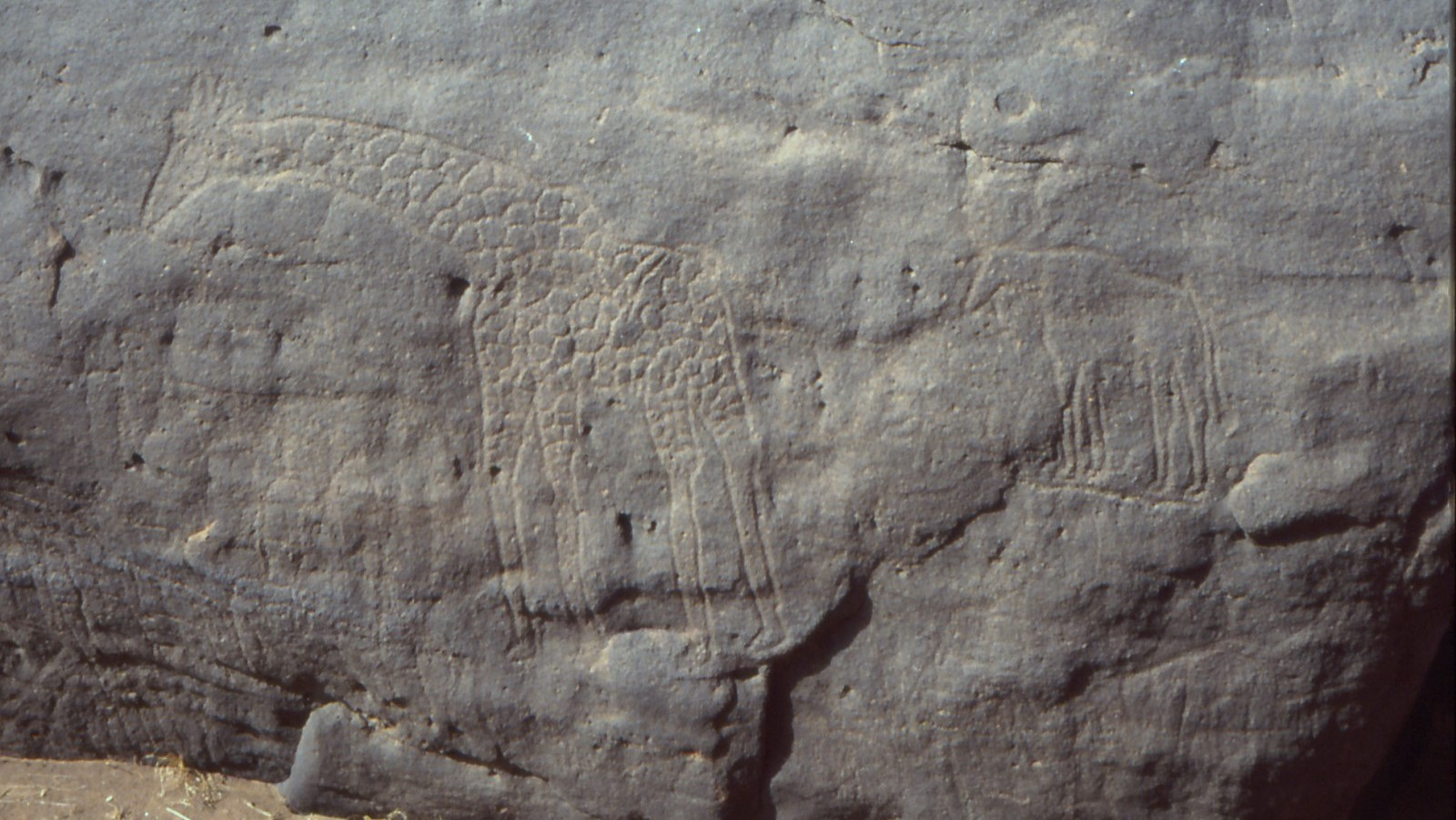
Petits pétroglyphes près des girafes de Dabous
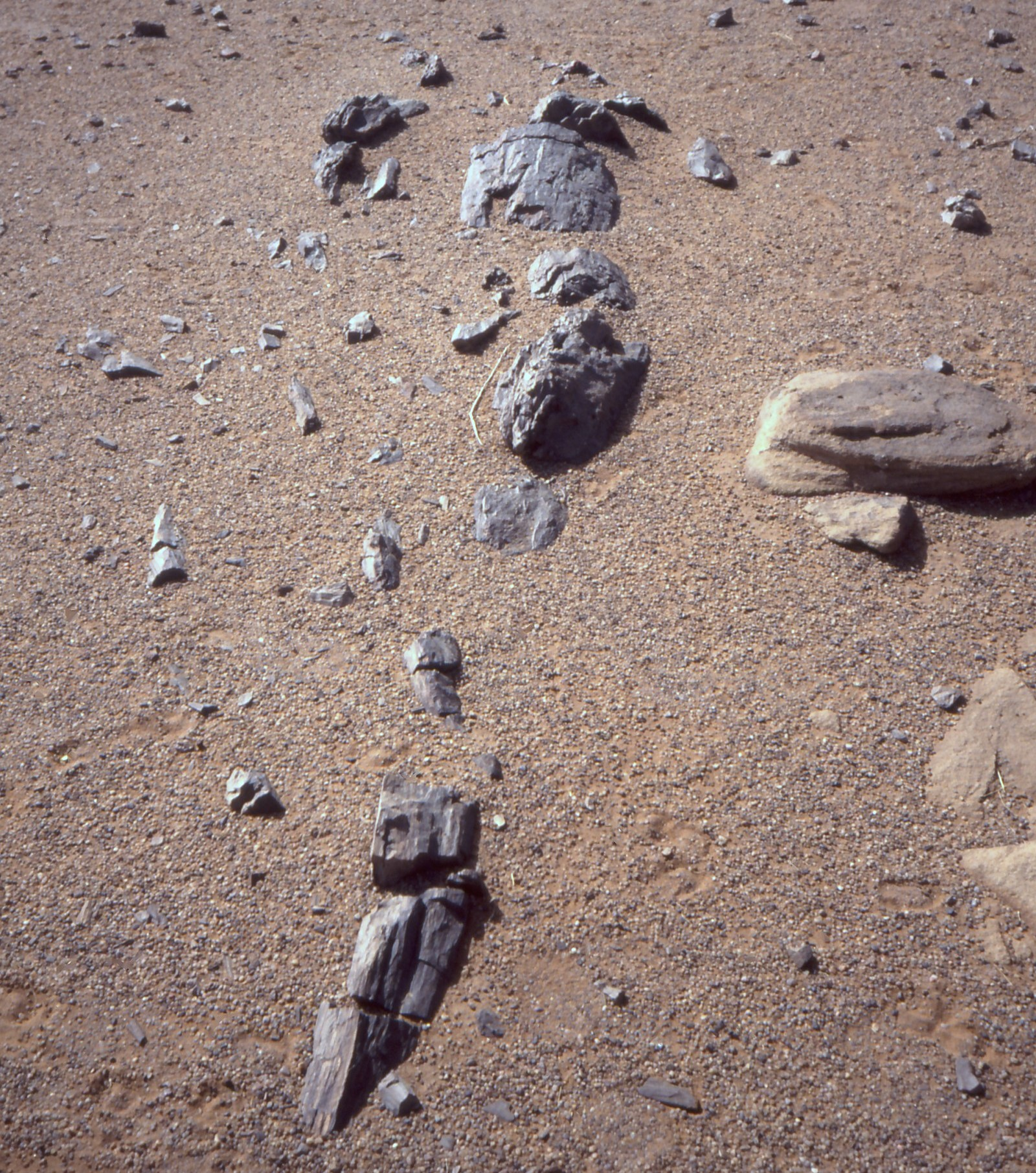
Bois pétrifié près des pétroglyphes (1991)

## Datation

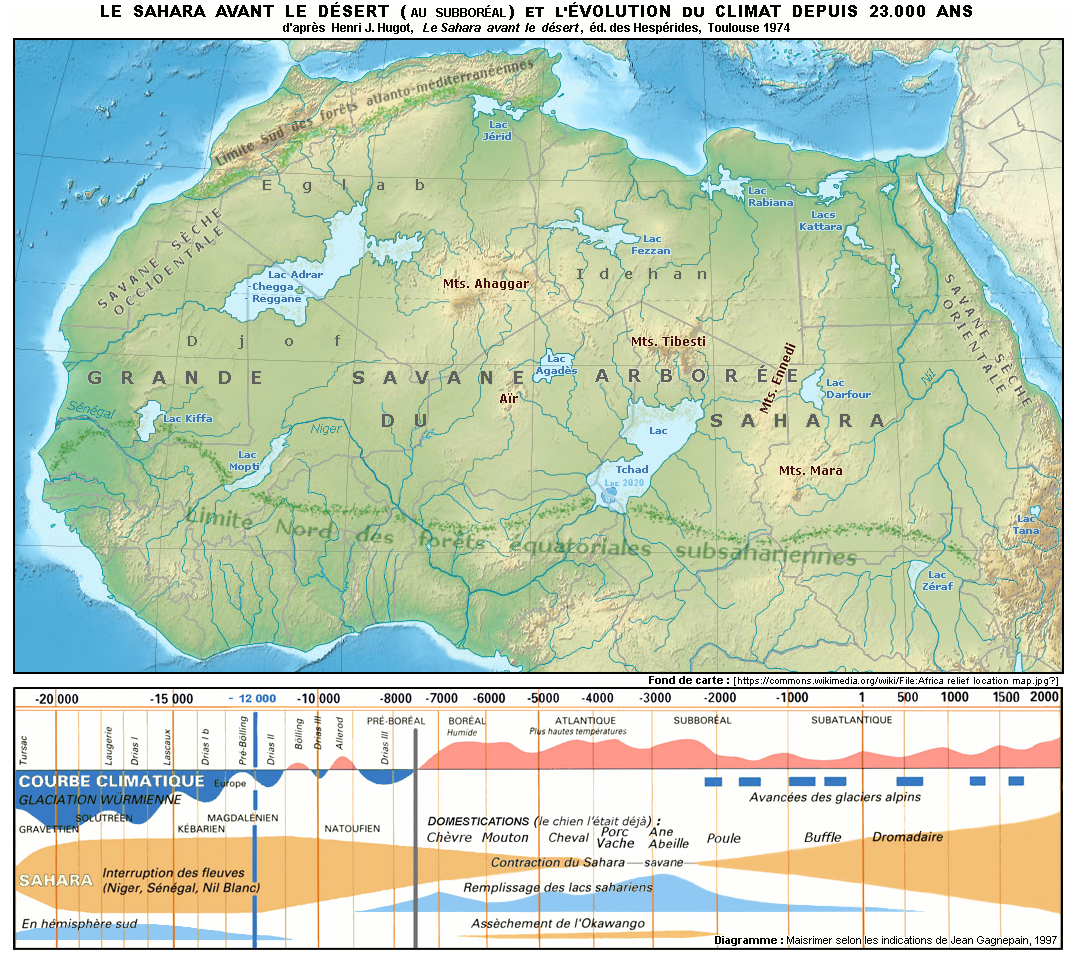
Le Sahara durant sa période humide : la végétation était de type savane arborée et la faune, attestée par les restes fossiles et l'art rupestre, comprenait des autruches, des gazelles, des girafes, des bovins, des rhinocéros, des éléphants, des hippopotames, des crocodiles…

Ces gravures peuvent être datées entre 4000 et 6000 av. J.-C., pendant la période humide africaine, lorsque la région était moins aride et que le Sahara était une vaste savane.

## Alentours
Dans les environs, 828 images ont été trouvées gravées sur les rochers, dont 704 sont des animaux (bovins, girafes, autruches, antilopes, lions, rhinocéros et chameaux), 61 sont humaines et 17 sont des inscriptions en tifinagh.

## Archéologie
En 2022, Nikos Solounias suggère que les pétroglyphes de la girafe de Dabous (ainsi que d'autres pétroglyphes dans différentes localités) pourraient en fait représenter une espèce de girafe éteinte, qu'il nomme Giraffa sahara. Cette espèce hypothétique est proposée en raison de différences apparentes dans la répartition des taches entre les gravures et les taxons existants. Bien qu'aucun os pouvant être attribué à une espèce distincte n'ait été découvert, Solounias suggère qu'ils pourraient se trouver dans des dépôts lacustres sahariens.

## Conservation
Vers 2000, l'archéologue français Jean Clottes alerte la fondation Bradshaw afin qu'elle se concentre sur la protection et la préservation de ce pétroglyphe en danger en raison de la dégradation des gravures due à l'activité humaine. Un moulage des gravures a été réalisé,. Une reproduction en aluminium est exposée à l'aéroport d'Agadez.